# Sigismondo Fanti
Sigismondo Fanti (Ferrara, XV secolo – Ferrara, dopo il 1527) è stato un matematico e astronomo italiano.

## Biografia
Scarse sono le informazioni biografiche su Sigismondo Fanti. Originario di Ferrara, dove al termine della vita sarà sepolto, Fanti visse e lavorò a Venezia.
Nel 1514 venne pubblicata a Venezia la sua Theorica et pratica, un trattato in volgare  (benché il titolo e i preamboli siano in latino) diviso in quattro parti. Se nel primo libro è trattata la tecnica della scrittura includendo questioni pratiche, tra cui quale carta e inchiostro utilizzare, negli altri tre vengono affrontati gli alfabeti secondo un approccio geometrico.
In una lettera del 1521, Fanti chiese al duca Alfonso I d'Este di essere inserito tra i suoi "fidelissimi vassalli e servitori", e di consolidare la sua posizione presso il futuro doge Andrea Gritti, a cui era legato nel ruolo di ingegnere militare.
La Theorica et pratica ebbe molto successo, tanto che l'incisore Ugo da Carpi ne riprodusse estesamente i contenuti nel suo Thesauro de scrittori (1535).

## Opere
- Theorica et pratica de modo scribendi fabricandique omnes literarum species, Venezia, Giovanni Rosso, 1514.